# Мердак Іван Григорович
Іва́н Григо́рович Ме́рдак (26 листопада 1933, Райське —27 травня 2007, Херсон) — український скульптор, член Спілки радянських художників України з 1973 року, заслужений майстер народної творчості УРСР з 1989 року.

## Життєпис
Народився 26 листопада 1933 року в селі Райському, на Лемківщині, тепер Польща, в родині сільського коваля.
У 1946 році разом з сім'єю виселений в УРСР (с. Королівка, Борщівського району, Тернопільської обл.).
У 1953—1955 рр. навчався у Чернівецькому художньо-ремісничому училищі.
З 1965 року мешкав у Тернополі, працював художником виробничо-художнього комбінату. 
У 2002 році скульптор разом із сім'єю переїхав до Херсона.
27 травня 2007 року Іван Мердак після важкої невиліковної хвороби помер.
Похований у Херсоні.

## Творчість
Ліпив з глини і вирізав з дерева фігурки різних звірів з дитинства. Тут виконав жанрову скульптуру «Брат за брата», яка експонувалася в Чернівцях, Москві та Монреалі.
З 1965 р. жив у Тернополі, працював художником обласного виробничо-художнього комбінату. Спочатку творив у техніці тонованого гіпсу, а з 1972 р. займався різьбою по дереву і коренепластикою, звернувшись до народних лемківських традицій.
Основні твори: портрети історичних діячів — «Нестор Літописець», «Ярослав Мудрий», «Данило Галицький»; народні герої — «Захар Беркут», «Устим Кармелюк», «Олекса Довбуш»; класики української літератури — «Тарас Шевченко», «Леся Українка»; поетично-фольклорні образи персонажів «Лісової пісні» Лесі Українки та ін. Значну увагу надає лемківській тематиці («Старий лемко», «Рідна оселя», «Лемківські вечорниці», «Лемкиня» та ін.).
Учасник більш ніж 25-ти виставок (Чернівці, Тернопіль, Львів, Київ та інших).
Скульптура «Іван Вишенський» (дерево, 1975) експонується в Тернопільській картинній галереї.
Низка робіт І. Мердака зберігається в музеях і приватних збірках.
21 липня 1989 р. удостоєний звання «Заслужений майстер народної творчості України».
Був номінований на Національну премію України імені Тараса Шевченка в галузі візуального мистецтва.